# Communauté régionale de Sarrebruck
La communauté régionale de Sarrebruck, en allemand Regionalverband Saarbrücken (anciennement : Communauté urbaine de Sarrebruck (Stadtverband Saarbrücken)), est une division administrative de statut individuel (Gebietskörperschaft besonderer Art) allemande, située dans le land de Sarre, regroupant cinq villes (dont Sarrebruck) et quatre communes dans la section allemande de l'agglomération Sarrebruck-Forbach (soit l'Eurodistrict SaarMoselle).

## Situation géographique

Localisation géographique de la Communauté urbaine.

Les arrondissements voisins sont ceux de : Sarrelouis à l'ouest, Neunkirchen au nord et Sarre-Palatinat à l'est, tandis qu'au sud se trouve la France (département de la Moselle).
La Sarre traverse l'arrondissement et la ville de Sarrebruck tout comme les villes de Kleinbliederstroff et Vœlklange dans le centre de l'arrondissement.

## Histoire
La communauté urbaine de Sarrebruck fut créée en 1816. En 1974, l'arrondissement et la ville-arrondissement de Sarrebruck s'associent pour créer une association communale, une division administrative composée d'un canton rural et d'une "grande" ville, qui était un arrondissement indépendant. En Allemagne il n'existe que deux telles associations intercommunales, le Regionalverband Saarbrücken et la région de Hanovre. Ce n'est pas tout à fait un arrondissement comme les autres, mais la plupart de ses fonctions administratives sont les mêmes.

## Communes
(Nombre d'habitants au 30 septembre 2005)
| Villes 1. Friedrichsthal (11 340) 2. Puttelange-lès-Sarrelouis (20 839) 3. Sarrebruck, capitale du land (178 779) 4. Sulzbach/Saar (18 246) 5. Vœlklange (41 013) | Municipalités 1. Grande Rosselle (9 113) 2. Hoysviller (20 004) 3. Kleinbliederstroff (12 883) 4. Quierschied (14 459) 5. Mont d'Riguelle (15 422) |

## Politique

### Élections du conseil (Regionalverbandstag)
Scrutin de 2014:
| Parti                   | Votes  | %      | Sièges |
| ----------------------- | ------ | ------ | ------ |
| CDU                     | 39.226 | 33 %   | 16     |
| SPD                     | 37.977 | 31,9 % | 15     |
| Die Linke               | 12.305 | 10,3 % | 5      |
| Grünen                  | 9.848  | 8,3 %  | 4      |
| AFD                     | 6.640  | 5,6 %  | 2      |
| FDP/DPS                 | 4.032  | 3,4 %  | 1      |
| PIRATEN                 | 3.503  | 2,9 %  | 1      |
| NPD                     | 2.478  | 2,1 %  | 1      |
| Freie Wähler            | 2.064  | 1,7 %  | -      |
| Saarland für Alle (SfA) | 931    | 0,8 %  | -      |

1. ↑  Kreisergebnis RV Saarbrücken -- Endgültiges Ergebnis der Kreistagswahlen 2014 (allemand), Retrieved September 9, 2015